# 修齊殿
修齊殿位於高雄市苓雅區惠安街65號。主祀葉府千歲，並配祀李府千歲、池府千歲、吳府千歲、朱府千歲、范府千歲、張府千歲，合稱七府千歲。大殿門上懸掛「玉勅修齊殿」及「代天巡狩修齊殿南巡行台公館」匾額。

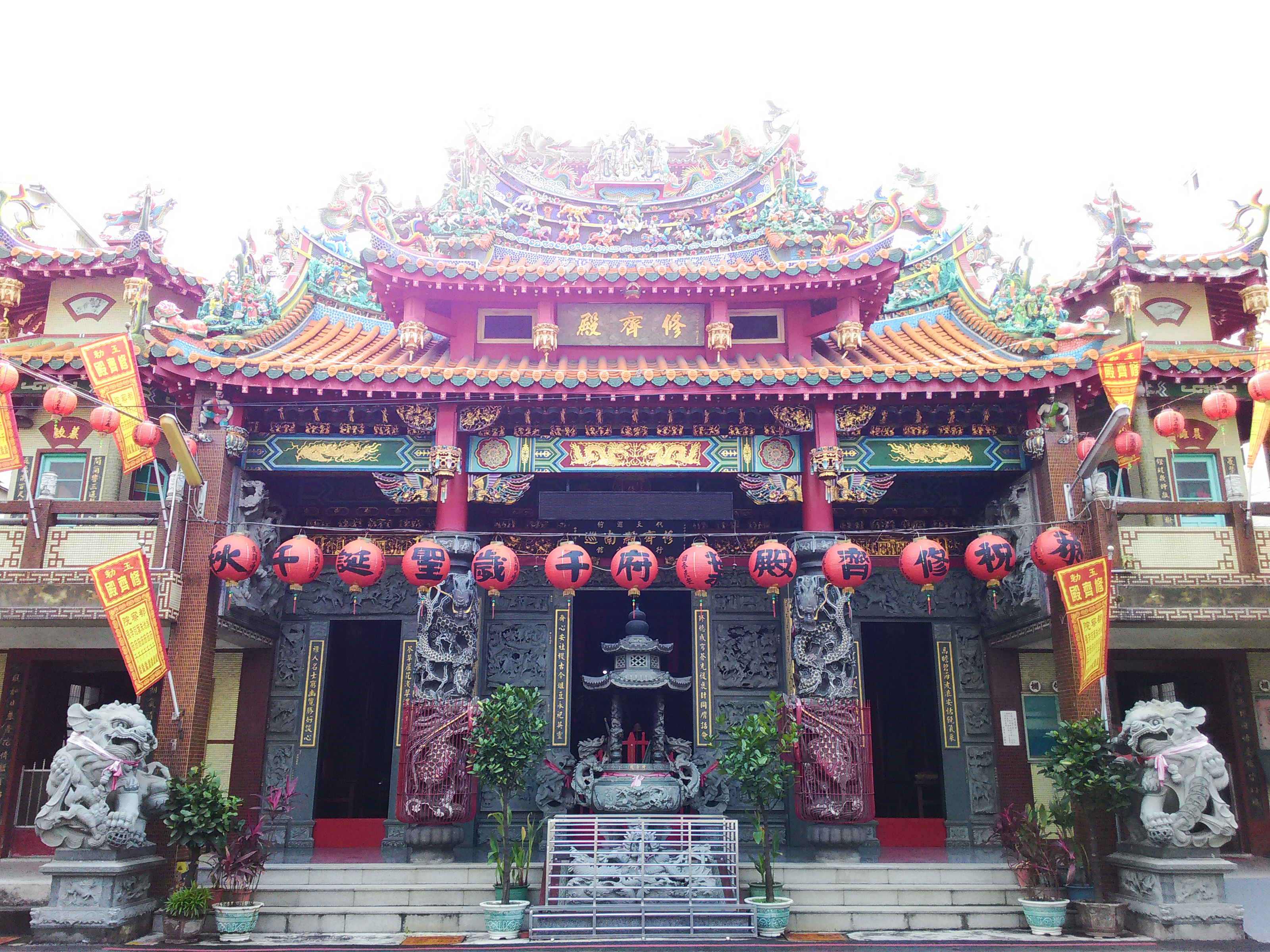
高雄市修齊殿

## 歷史
修齊殿為澎湖菓葉旅居高雄人士許秀琴，於自宅中顯化救世並於民國五十一年（1962年）由住家改建簡易形廟宇。民國五十八年（1969年）經謝文彬、陳明治、歐在佐、林紹全等人發起建廟，同年農曆五月五日午時敦請時任高雄市長陳啟川先生主持破土典禮，民國五十九年（1970年）四月六日奠基，民國六十年（1971年）三月六日剪綵入火安座。民國一百年（2011年）三月陞匾為玉勅都察院。

## 祀神
- 一樓大殿奉祀主神葉府千歲、配祀李府千歲、池府千歲、吳府千歲、朱府千歲、范府千歲、張府千歲、福德正神、註生娘娘、天官財神
- 一樓後殿為大雄寶殿奉祀佛祖及觀世音菩薩、地藏王菩薩及十八尊者
- 二樓三清寶殿奉祀太上道祖、大成至聖先師、文昌帝君、北極玄天上帝、文衡聖帝、三十六學儒、七十二賢士、值年太歲
- 三樓金闕靈霄寶殿奉祀玉皇上帝、瑤池金母、南斗星君、北斗星君、葉府千歲、高穹監察大帝
- 地下殿奉祀仁聖大帝

## 葉府千歲
據傳宋代中葉時期，主神葉府千歲，生於安徽鳳陽，在世是位孝順之人，方年十九歲即離人世，歿後受玉帝勅封，賜為鑒察千歲，神職為鎮守安南  ，康熙二年奉旨受派王船出巡澎湖。

## 祭典
- 葉府千歲聖誕日為正月十三日。
- 朱府千歲聖誕日為二月初十日。
- 許府千歲聖誕日為三月初二日。